# Haplohippus texanus
L'aploippo (Haplohippus texanus) è un mammifero perissodattilo estinto, appartenente agli equidi. Visse nell'Eocene medio (circa 42-38 milioni di anni fa) e i suoi resti fossili sono stati ritrovati in Nordamerica. 

## Descrizione
Conosciuto solo per fossili molto incompleti, questo animale doveva comunque essere simile ad altri equidi arcaici meglio conosciuti, come Orohippus o Epihippus. Come questi, doveva essere un animale di statura ridotta. Haplohippus era un equide dalla dentatura insolitamente primitiva: benché vissuto alcuni milioni di anni dopo Orohippus, la struttura dei molari e dei premolari era ancora più o meno la stessa, in particolare il secondo premolare inferiore era eccezionalmente primitivo. I denti erano brachidonti (a corona bassa), ma la mandibola era stranamente profonda e alta, ancor più alta di quella di alcuni equidi miocenici dai denti a corona alta come Merychippus. Un'altra caratteristica insolita di Haplohippus era data dal lungo diastema (spazio fra i denti) presente dopo i canini, caratteristica che non si riscontra negli altri equidi eocenici (MacFadden, 1998).

## Classificazione
Haplohippus texanus venne descritto per la prima volta nel 1953 da McGrew, sulla base di resti fossili ritrovati nella Contea di Presidio (Texas) in terreni dell'Eocene medio. Altri fossili furono rinvenuti in seguito nella Contea di Wheeler in Oregon, in terreni più o meno coevi.
Haplohippus era un equide arcaico, dalle caratteristiche antiquate ma aberranti: la dentatura è più arcaica del contemporaneo Epihippus, ma altre caratteristiche (il lungo diastema, la mandibola profonda) lo porrebbero su una linea evolutiva a sé stante nell'evoluzione degli equidi.

## Paleoecologia
Come molti altri equidi arcaici, anche Haplohippus doveva cibarsi di materiale tenero come foglie del sottobosco, anche se la mandibola più profonda degli equidi contemporanei fa supporre che la dieta potesse essere diversa.